# ホルツヴィッケデ
ホルツヴィッケデ (ドイツ語: Holzwickede, ドイツ語発音: [hɔlt‿sˈvɪkədə]) は、ドイツ連邦共和国ノルトライン＝ヴェストファーレン州アルンスベルク行政管区のウナ郡に属す町村である。この町はルール地方の東端に位置している。

## 地理

### 位置
ホルツヴィッケデの町域は、北の境界は旧連邦道1号線およびドルトムント空港沿いのドルトムンター・リュッケン（丘陵）を通っており、南はルール川を境界としている。西はドルトムント南東部およびシュヴェールテ、東はウナおよびフレンデンベルク/ルールの西部地区と境を接する。
町内をアールダイ山地の山並みが通っている。エムシャー川はホルツヴィッケデで湧出している。
町内の最低地点は、町の北東部、ホルツヴィッケダー・バッハ川が町域を離れる地点である。最高地点は連邦軍通信所で、ヘングゼンのアールダイ山地西部にある。

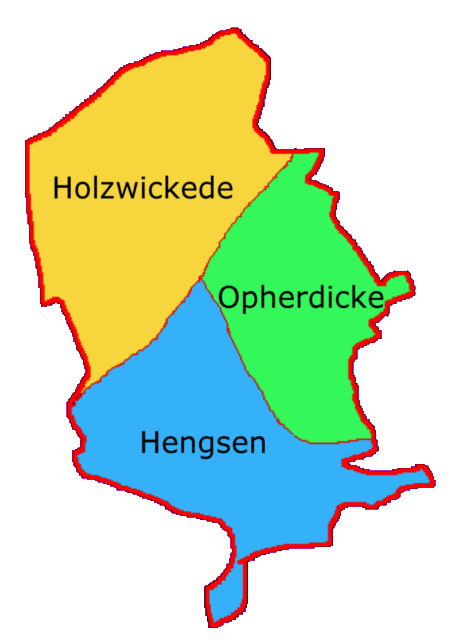
ホルツヴィッケデの地区図

### 自治体の構成
ヘングゼン地区 (8.03 km2) とオプヘルディッケ (4.62 km2) が領域西部を形成している。北部が旧来のホルツヴィッケデ (9.76 km2) である。
ヘングゼンとオプヘルディッケの中心部はハールシュトラング（ヘルディッカー・ハール）に位置している。ヘングゼンの南端はルール川に至る。オプヘルディッケの南端も同じくルール川である。この地区の大きな部分を連邦軍演習場が占める。
旧ホルツヴィッケデは、アルテス・ドルフ（直訳:「古い村」、元々のホルツヴィッケデ）、ドゥーデンロート、ナトルプからなり、アールダイ山地の山並みとドルトムンダー・リュッケとのエムシャー低地に位置している。ラウジンゲンの西部一帯は1929年7月31日まではゼルデに属していた。ゼルデのそれ以外の地域は同じ時にドルトムントに編入された。
これらの地区の他に、以下の住宅地がある。ケラー、ブラウク、オステンドルフ、アルテ・コロニー、ホーエンロイヒテ。

### 隣接する自治体
北から時計回りに以下の市がホルツヴィッケデと境を接する: ドルトムント、ウナ、フレンデンベルク/ルール、イーザーローン、シュヴェールテ。

## 歴史
ホルツヴィッケデの歴史は当然周辺地域の歴史と密接に結びついている。したがってホルツヴィッケデの歴史を知るためには、ルール地方の歴史も読むべきである。
後のホルツヴィッケデの地域では、新石器時代（紀元前5000年から紀元前2000年）からすでに定住がなされていた。これは、たとえばヘングゼン地区で発見され、ドルトムントの美術・文化史博物館に収蔵されている鋭利な鋤の刃などによって証明されている。
紀元前後の時期にローマ軍は、ルール川とリッペ川との間の戦略上重要な拠点とともにホルツヴィッケデのランツクローネも占領した。紀元後300年から400年、伝説によればニーベルングはゾーストへ向かう際にアールダイ山地の高地を通るローマ街道（ヘングゼンとオプヘルディッケを通る）を利用した。
中世盛期頃からアールダイ山地の尾根を越えて、サンティアゴ・デ・コンポステーラへ向かうヤコブの道の一部が通っていた。巡礼者たちは、ウナのヘルヴェークから来て、オプヘルディッケとオステンドルフの間のいわゆる小ヘルヴェークをたどった。ここからオプヘルディッケとヘングゼンを経由してブレッカーフェルトに至り、ここでより大きなグループに集まって巡礼の旅を続けた。当時ヘングゼンには、ヤコブ像が祀られた礼拝堂があったとされている。
最初の文献記録は、オプヘルディッケが1100年に財産目録に、1150年にヘングゼン（Hegeninchusenと表記）がヴェルデン修道院（エッセン近郊）の文書中に記されている、1176年にはオプヘルディッケの城館が初めて記録されている。

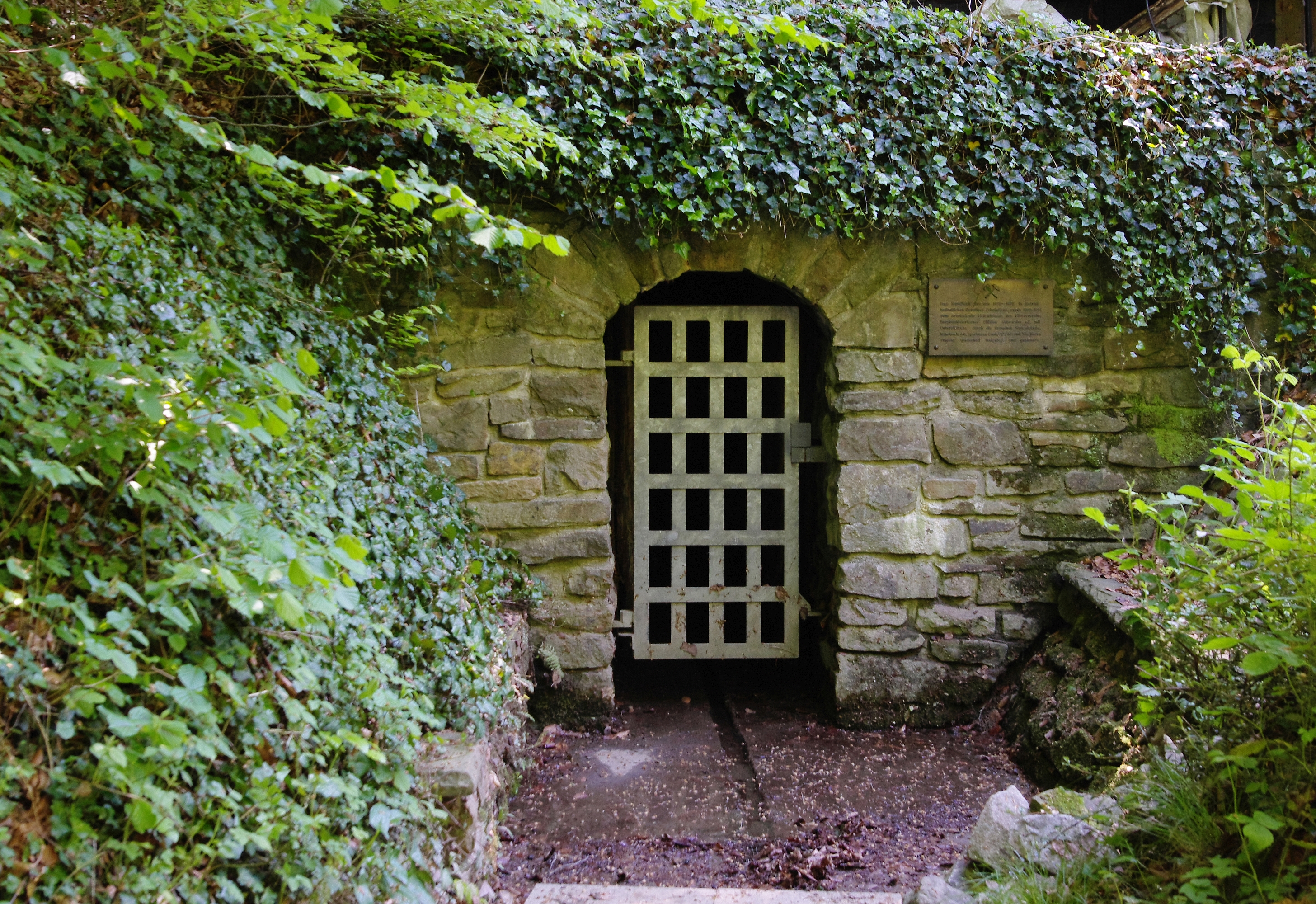
カロリーネ坑の坑口

石炭の発見は1575年にオプヘルディッケでなされた。ホルツヴィッケデの鉱山史は1951年5月31日にカロリーネ坑が閉鎖されて約500人の坑夫が職を失うまで（一部の坑夫は別の鉱山に転職した）続いた。
1825年、4つの農村ドゥーデンロート、ラウジンゲン、ホルツヴィッケデ、ナトルプが公式に合併して自治体ホルツヴィッケデが形成された。ホルツヴィッケデは、プロイセン王国ヴェストファーレン州の自治体再編により、ゼルデの一部を併合して拡大した。フライベルク坑の全域がホルツヴィッケデの町に属した。町は1968年の市町村再編で、それまで独立した町村であったヘングゼン、ホルツヴィッケデ、オプヘルディッケが合併し、現在の姿となった。
1860年12月15日に鉄道ドルトムント - ゾースト線にホルツヴィッケデ駅が開業した。この路線は1853年から1855年に建設されたが、当初はホルツヴィッケデに停車する列車がなかった。駅が開業して1年後の1861年に最初の郵便局が設けられた。1867年にヘングスタイからシュヴェールテを経由してホルツヴィッケデへのもう1つの路線が開業したことでホルツヴィッケデは、操車場のある全国的に重要な鉄道の結節点となった。この操車場は現在はほぼ完全に撤去されている。シュヴェールテからルール川沿いにヴァールブルクへ行く路線もホルツヴィッケデの町域内を通っている。現在のバーンヴァルト自然保護区は、かつてこの路線上に設けられ、現在は完全に解体されたガイゼッケ（ルール）操車場の東側に位置している。民家とホルツヴィッケデの街灯は1907年に公共の電力網に接続した。公共の水道網に接続したのも同じく20世紀の初めであった。
1966年春、オプヘルディッケにドイツ連邦軍第21対空ミサイル大隊の対空ミサイルが配備された。この兵器システムのために核弾頭も準備されていた。これらは、アメリカ軍第66野砲分遣隊 (66th USAAD) の監視下に置かれていた。この駐留はホルツヴィッケデの住民から諸手を挙げての賛同を得られなかった。1987年にナイキ・ハーキュリーズ・システムは、可動式の対空ミサイルシステムであるパトリオットに置き換えられた。2004年にこの駐屯地は廃止された。

### 市町村合併
ホルツヴィッケデは、1929年8月1日に廃止された自治体ゼルデの一部（ラウジンゲン東部）を併合して拡大した。1968年1月1日にヘングゼンとオプヘルディッケが合併した。

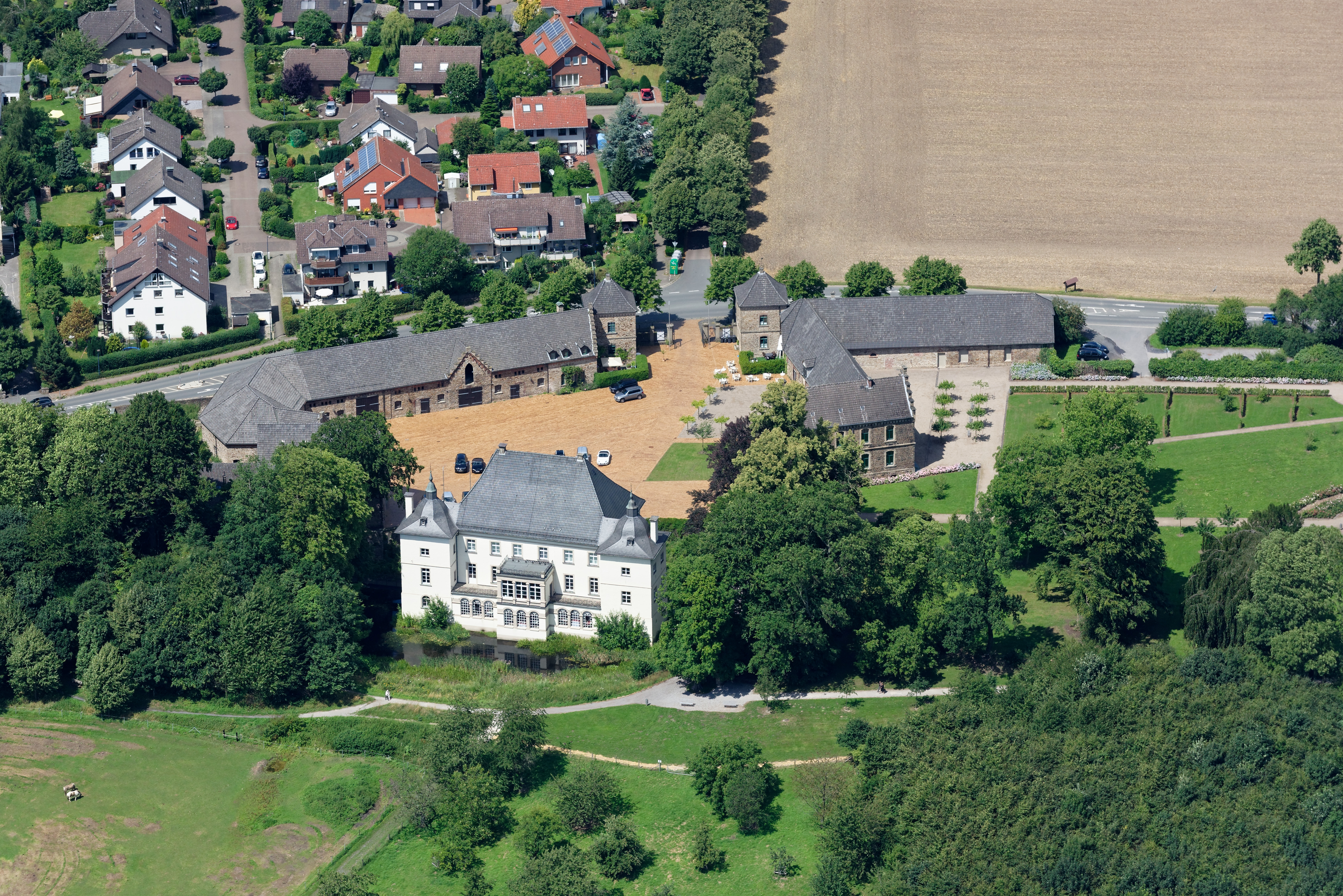
オプヘルディッケ館

### 騎士や貴族の館
現在のホルツヴィッケデの町域内には以下の領主館があった: オプヘルディッケのオプヘルディッケ館、ホルツヴィッケデのドゥーデンロート館、ヘングゼンのルール/ラッペンハウゼン館、フィーアベッケ館、ヘーゲニングフーゼン騎士館、リンシャイト館である。
これらの領主館のうち唯一現存しているのがオプヘルディッケ館である。ルール館は、ルール川沿いの森の中に壁の断片が遺っている、ドゥーデンロート館は20世紀に取り壊され、フィーアベッケ館は演習場の敷地内に水堀だけが遺されている。

## 住民

### 人口統計
Wegweiser-Kommune が公開している人口統計、社会統合、社会学分野のデータによれば、ホルツヴィッケデの数値は以下の通りである。
- 18歳未満の比率: 15.5 %（2019年現在）
- 65歳以上の比率: 25.3 %（2019年現在）
- 外国人の比率: 8.7 %（2019年現在）
- 失業率（労働人口（15歳から64歳）に占める失業者の割合）: 4.2 %（2019年現在）

### 宗教統計
Zensus 2011 によれば、住民の 42.3 % が福音主義信者、30.2 % がローマ＝カトリック信者、27.5 % がその他の宗教の信者または無宗教であった。カトリックや特に福音主義の信者数はこれ以後減少している。町の統計によれば（2018年12月31日現在）、福音主義信者が 37.1 %（6,449人）、カトリック信者が 28.7 %（4,978人）、その他の宗教または無宗教が 35.2 %（5,942人）である。

## 行政

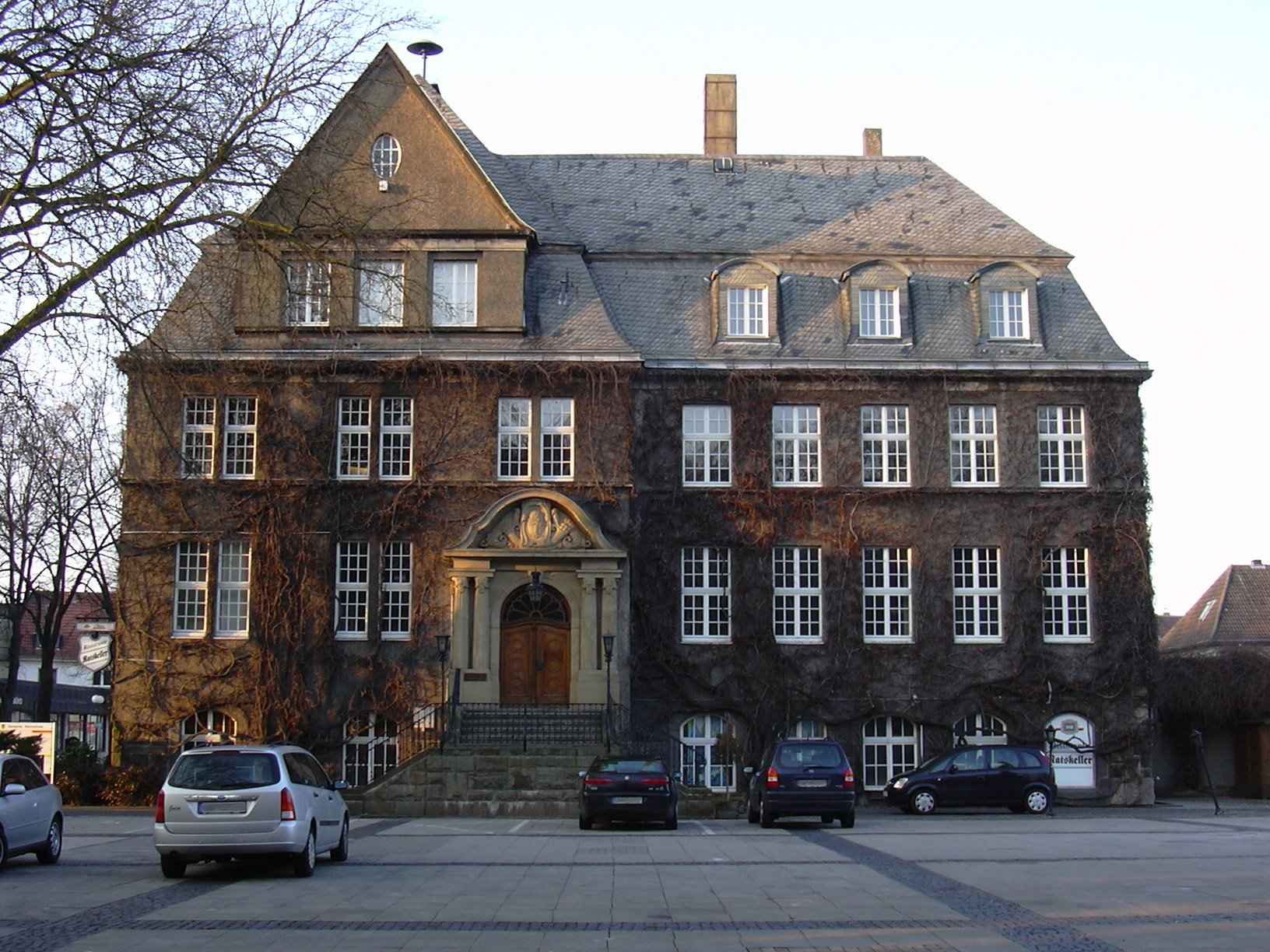
ホルツヴィッケデ市庁舎

### 議会
ホルツヴィッケデの町議会は、2020年の議員選挙以降、32議席からなる。

### 首長
ホルツヴィッケデの町長は、2015年からウルリーケ・ドロッセル (BBL) が務めている。彼女は、2020年9月の選挙で 62.29 % の票を獲得して再選された。
1950年以降のホルツヴィッケデの町長を列記する。
- 1950年 - 1967年: エルヴィン・ヘラー (WG) ヘングゼンおよびオプヘルディッケとの合併前最後のホルツヴィッケデ町長。
- 1967年 - 1968年: ヴァルター・アーデルト (SPD)（新しい街の初代町長選出まで指名により町長を務めた）
- 1968年 - 1969年: エルヴィン・ヘラー (WG)
- 1969年 - 1975年: ヨーゼフ・ヴォルトマン
- 1975年 - 1989年: ハインリヒ・シュールホフ
- 1989年 - 1999年: マルグレート・マダー (SPD)
- 1999年 - 2015年: イェンツ・ローター (SPD)[11]
- 2015年 - : ウルリーケ・ドロッセル (BBL)

ヘングゼンの最後の町長はハインリヒ・ヴァイニング、オプヘルディッケの最後の町長はヨーゼフ・ヴォルトマンであった。

### 紋章
ホルツヴィッケデの紋章には、かつてホルツヴィッケデの名所であったヒルゲンバウムが描かれている。金地に9枚の葉を持つ緑のオークが、マルク伯領に属していたことを示す赤 - 銀の格子模様の上に描かれている。

### 姉妹自治体
ホルツヴィッケデは以下の町と姉妹自治体関係にある。
- ルビエ（フランス、ウール県）1977/78年
- ウェイマス（イギリス、ドーセット）1986/87年
- コルディッツ（ドイツ語版、英語版）（ドイツ、ザクセン州）1990年

全ての姉妹自治体関係は、地元の姉妹自治体協会によって維持されている。ドイツ＝フランス間の姉妹自治体関係は、「ホルツヴィッケデ＝ルビエ友好サークル」の名で知られるホルツヴィッケデ独仏協会に委ねられている。この協会は会員数250人以上のホルツヴィッケデ最大の文化サークルである。

## 文化と見所

### 自然

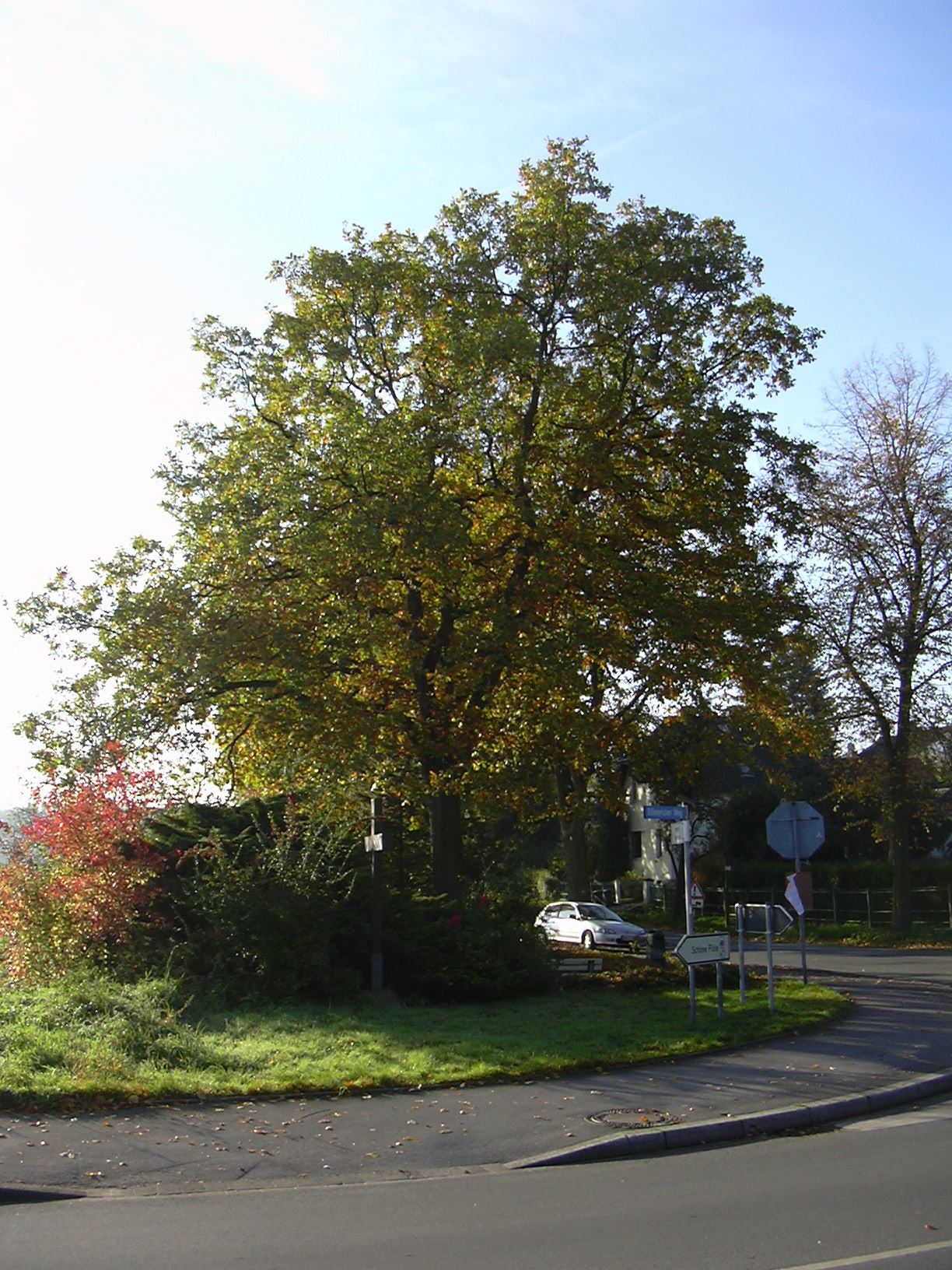
ヒルゲンバウム

まず記すべきは、ホルツヴィッケデの町の紋章にも描かれている木「ヒルゲンバウム」である。旧中心街の東にかつてオークの大変な老木があった。この名前は、ここに御触書 (Hilgen) が掲げられたことに由来する。他には、神聖な (heiligen → hilgen) 木に由来する、という説もある。歴史上の古木が火災の犠牲となったため、20世紀になって（ほぼ）同じ場所に新しい木が植えられた。この木はマッセナー通りとゲーテ通りとの交差点の南東側にあるが、最初のヒルゲンバウムは「交差点に」あったとされている。
エムシャー川の水源の町としてホルツヴィッケデは、水源地を含むエムシャークヴェルホーフ（エムシャー川水源庭園）を有している。この庭園は2003年にエムシャー協同組合によって購入され、整備がなされた。
シェーネ・フレーテは、屋外プール「シェーネ・フレーテ」から北に向かってホルツヴィッケダー・バッハ沿い（アウトバーン A1号線沿い）にその水源地までの小さな森である。ホルツヴィッケダー通りを横切って、この森を通るハイカーや自転車のための遊歩道が設けられている。
ホルツヴィッケダー・バッハの谷は、見所の多いホルツヴィッケデ歴史的鉱業周遊路の一部でもある。
ホルツヴィッケデには見応えのあるクラインガルテン施設「アンラーゲ・アム・エルプファート」がある。この施設は1996年から2008年を除いて常に（2016年現在）、クラインガルテンのハム＝ウナ地域連合から「ウナ郡で最も美しい施設」と称されている。

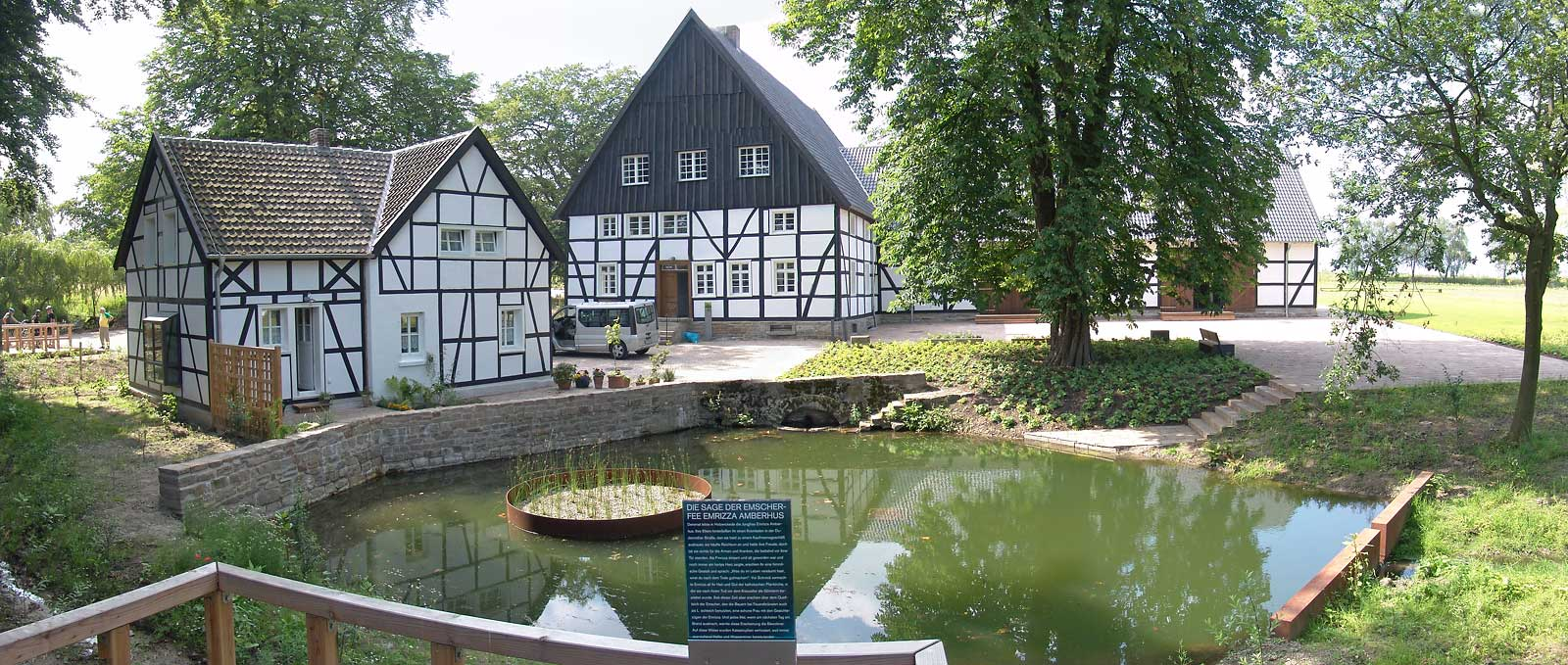
エムシャー川の水源池とエムシャークヴェルホーフ

### 建築

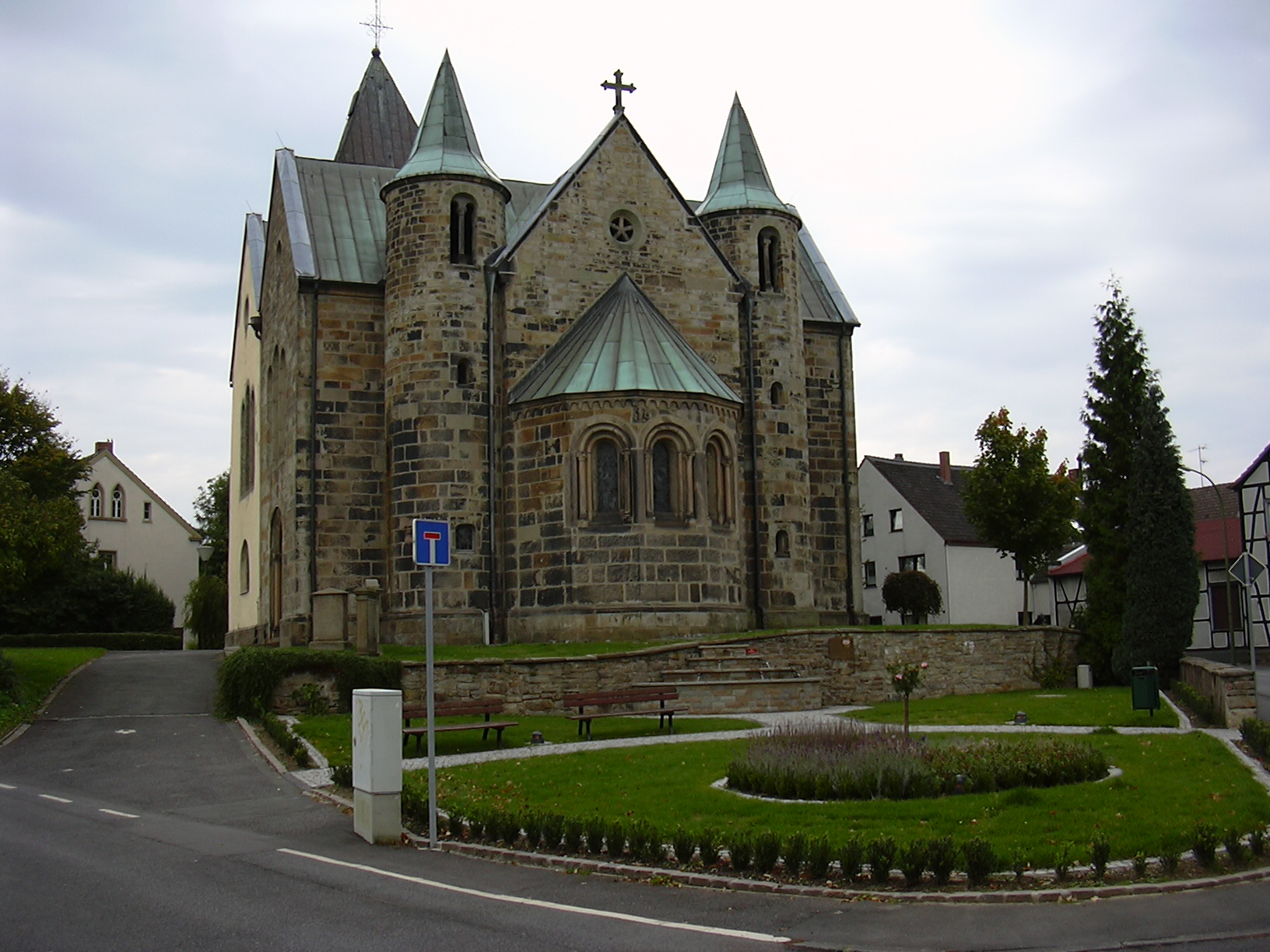
オプヘルディッケの福音主義教会

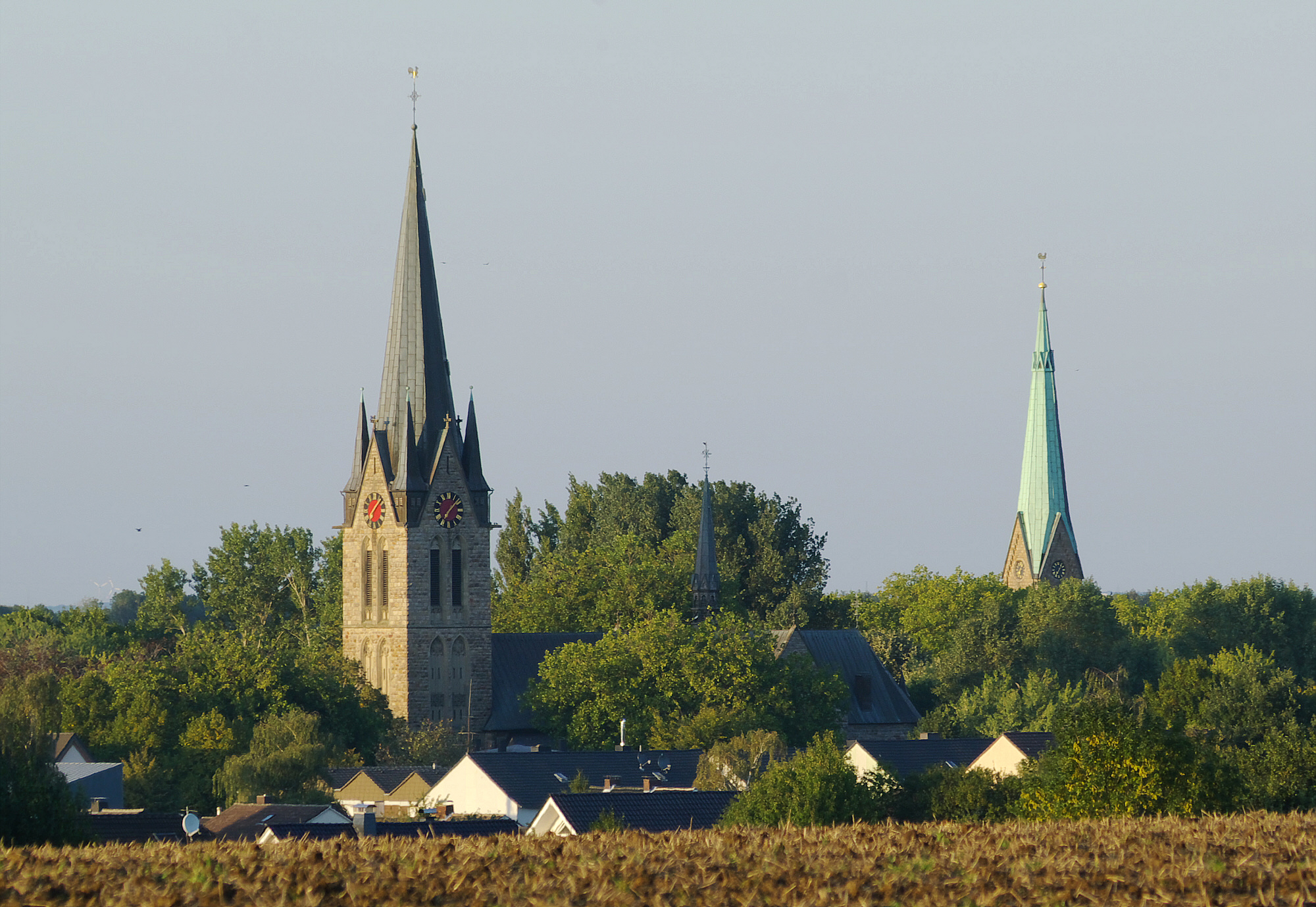
ホルツヴィッケデの教会。向かって左手前がカトリックの聖母教会、右奥が福音主義教会

特別な建物は、特にオプヘルディッケ地区に多く見られる。オプヘルディッケ福音主義教会はこの町で最も古い建物で、1220年から1250年の創建時の部分を遺すロマネスク様式の小バシリカである。塔は第1ミレニアム以前の建造である。
オプヘルディッケのやや東に水城のオプヘルディッケ館がある。この建物は変遷に富んだ歴史を経た後、1980年7月にウナ郡の所有となり、修復を受けた後、現在は催事場として利用されている。この館の最初の文献記録は1182年にオプヘルディック城塞としてなされている。1663年から1687年に古い水城が改築されて、現在の姿となった。18世紀から19世紀に事務棟や付属建造物が設けられ、現在も変わらない形で中庭を囲んでいる。この水城の最後の貴族住人はヴェルルから興ったリリエン家であった。
ハイカーたちはオプヘルディッケ館からルールタールの素晴らしい眺望を楽しむことができる。
町の中心に位置するカトリックの聖母教会は1904年に建設され、1907年に福音主義教会が建てられた。両教会堂は1984年から保護文化財に指定されている。

### 記念碑
町域の南西部に「130er 記念碑」（直訳:第130記念碑。ケラーコプフ記念碑とも呼ばれる。）がある。1929年9月1日、ルール川の谷を望むケラーコプフの急斜面の上に第一次世界大戦での第1ロートリンゲン第130歩兵連隊（一般には "130er" と呼ばれる）の戦没者を追悼する記念碑が建立された。この記念碑は、地元の兵士を含む連隊の戦没者の名誉を讃え、追悼するために、ベルリンの彫刻家フリッツ・リヒター＝エルスナーのデザインに基づき、1926年から1929年にかけて制作された。発起人および出資者は、この連隊に所属して生き延びた兵士たちからなる第130連隊兵士会であった。ケラーコプフは長年にわたってハイキングの目的地であり、近郊保養地であった。1979年からケラーコプフ記念碑保存・保護振興会が毎年聖霊降臨祭の日曜日にここで平和祭を開催しているため、聖霊降臨祭には多くの人々がケラーコプフに訪れる。
ウナに住む芸術家ヨーゼフ・バロンによって1960年代にエムシャー公園に建設された反戦記念碑は、もともと町議会の要請により町内の別の場所に移転される予定であった。芸術家が、この作品を人目につかない場所に隠すことに反対したため、2009年に作品のレプリカがクララ＝シューマン＝ギムナジウムの広場に造られた。オリジナルは2009年8月に解体され、2012年にリューネブルガー・ハイデのムンスターで再び組み立てられた。

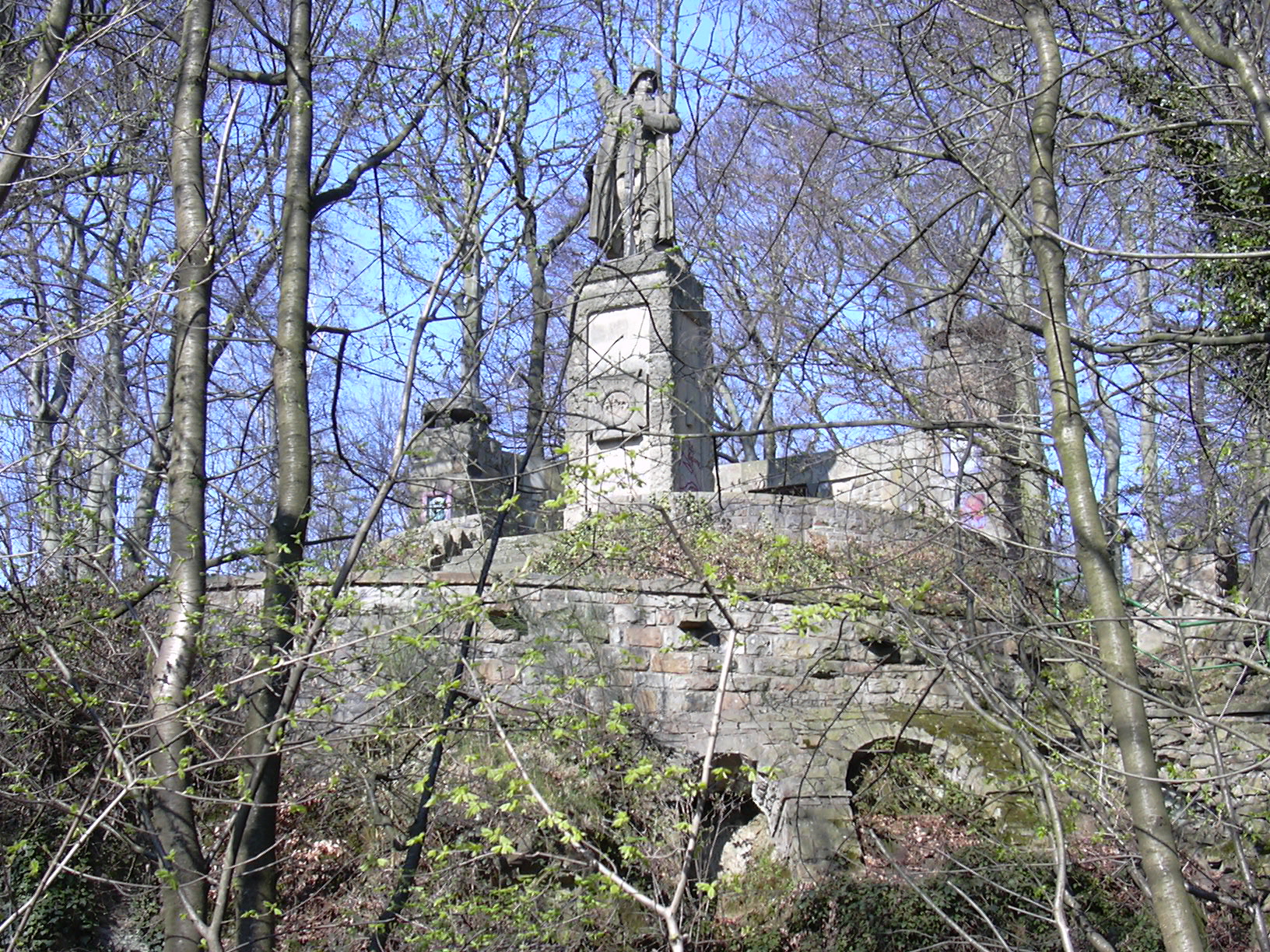
130er 記念碑
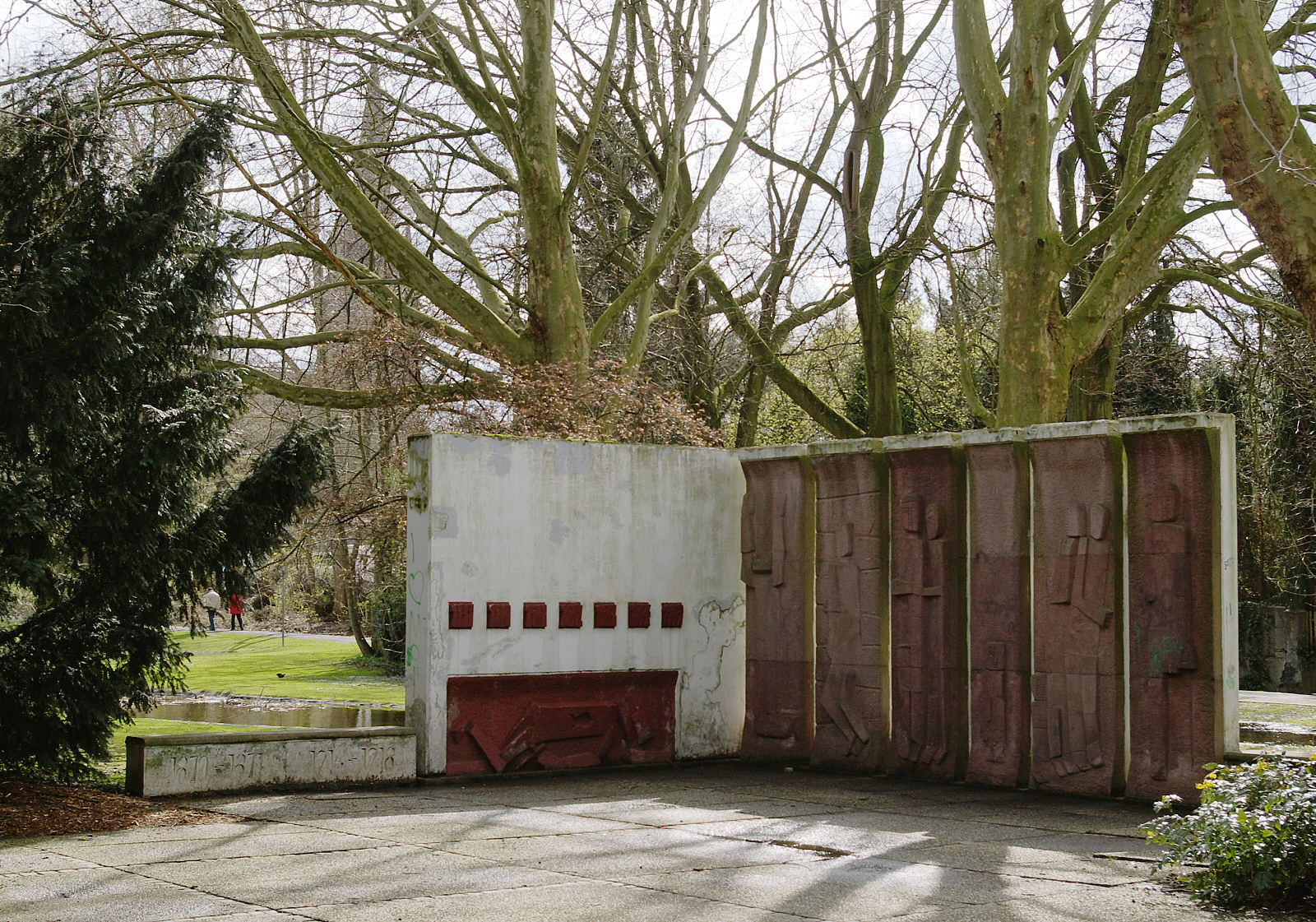
エムシャー公園の反戦記念碑（2008年）

### スポーツ
ホルツヴィッケデには、様々な種目のスポーツクラブが数多くある。サッカーの最も成功したクラブが、1976年にドイツ・アマチュア・フットボールマイスターのタイトルを得た「シュピールフェライニグング・ホルツヴィッケデ 1912/29 」(HSV) である。最大のスポーツクラブは、約1100人の会員を有する「トゥルンゲマインデ・ホルツヴィッケデ」 (TGH) である。TGHは多種目のスポーツクラブで、陸上競技、バドミントン、球技、器械体操、徒手体操、療養・リハビリスポーツの部門がその傘下にある。
ヘングゼンとオプヘルディッケとの間のハールシュトラングにはかつて野球ブンデスリーガに参加していた「ホルツヴィッケデ・ジョボクサーズ」がある。ホルツヴィッケデにおける野球は、この町に駐留していた（1960年 - 1985年）アメリカ軍に由来する。
ホルツヴィッケデには卓球で活動している「TTC 1950 ホルツヴィッケデ」もある。男子第1チームはオーバーリーガ（4番目のリーグ）に参加しており、かつては男子ダブルスでドイツ・チャンピオンになったことがある。また、ベルント・ゾンタークがシニア部門に所属していた。
ホルツヴィッケデにはカヌー・クラブもあるが、そのボートハウスはフレンデンベルクのルール河畔にある。
ホルツヴィッケデではテニスが盛んである。最大のテニスクラブが「TuS エルヒ 1963 ホルツヴィッケデ e.V.」で、ホルツヴィッケダー・ノルトの緑地に12面のサンドコートを有している。このクラブは会員数約300人で、この地域最大級のクラブの1つである。

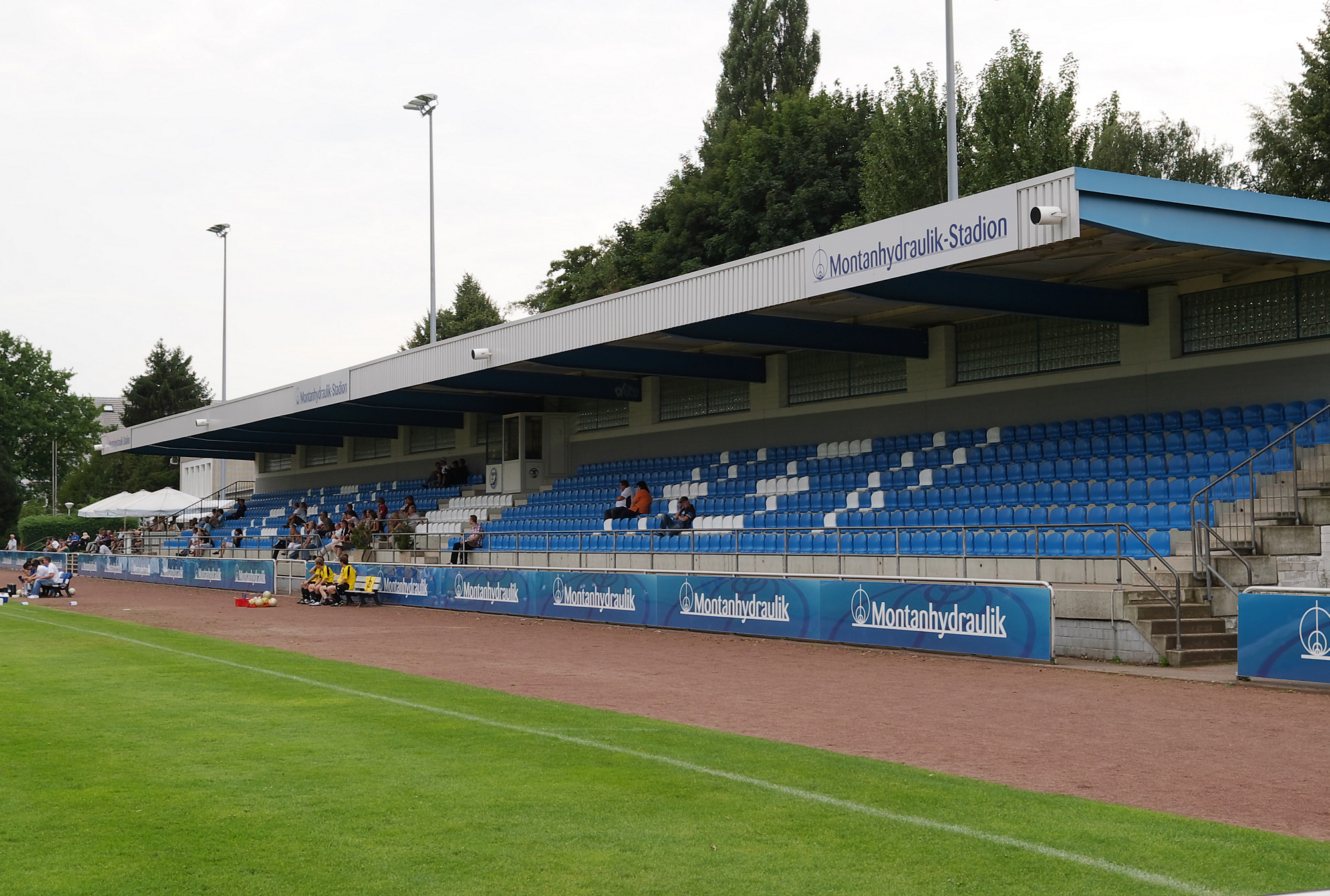
モンタンヒドラウリークシュターディオン

#### モンタンヒドラウリークシュターディオン
モンタンヒドラウリークシュターディオン（旧エムシャーシュターディオン）は、ホルツヴィッケデのサッカー、陸上競技、その他の屋外スポーツ競技の選手にとって中心的な競技施設である。約5,000人の観客を収容できるキャパシティはウナ郡最大である。メインの客席には屋根が設けられている。
これまでの歴史におけるハイライトが、1976年の HSV のアマチュア・マイスター戦と1990年代後期の女子サッカーA代表の対中国戦であった。ボルシア・ドルトムントは、ホームスタジアムであるシュターディオン・ローテ・エルデが使用できないときには、このスタジアムを用いている。

### 年中行事
- ケラーコプフ記念碑保存保護振興会は、1979年から毎年聖霊降臨祭の日曜日に平和祭を開催している。
- 初夏には、6月最終週末にDLRG ホルツヴィッケデと多くのヘルパーが運営する「jump!」がホルツヴィッケデの屋外プール「シェーナー・フレーテ」で開催されていた。これは2007年まで民間ボランティアが運営するものとしてはノルトライン＝ヴェストファーレン州最大の祭であった。
- 1999年から2012年までホルツヴィッケデ・ジョボクサーズはホルツヴィッケデの屋外プールで毎年「サマー・スプラッシュ」を開催していた。これはノルトライン＝ヴェストファーレン州全土で有名なプール & カクテル・パーティであった。
- ビュルガーシュッツェンフェライン 1865 e.V.（射撃クラブ）は1951年から毎年7月の第1日曜日を含む週末に射撃祭を開催している。この祭は、かつてはドゥーデンロート館で、現在はルビエ広場で開催されている。
- 2007年からヴィッテンのイェルク・ヘーゲマンが毎年夏にオプヘルディッケ館の古い納屋でドイツおよびヨーロッパのブルースミュージシャンをピアノ（ブギウギ）アレンジで紹介しており、次第に人気が高まっている、

## 経済と社会資本
19世紀中頃からホルツヴィッケデは石炭採掘と鉄道によって特徴付けられていた。カロリーネ坑はホルツヴィッケデで採掘が行われていた最後の坑道であった。かつての坑道の敷地には2006年から住宅地が造成された。町の北部、ドルトムント空港のすぐ近くに新しい産業用地が設けられている。ホルツヴィッケデにはモンタンヒドラウリーク GmbH の本社がある。この会社は従業員数1,200人以上の、世界的に活動している油圧/水圧システムの製造業者である。
ホルツヴィッケデは、住民1人あたりの平均一次所得がウナ郡で最も高い。州レベルで比較すると、2018年の平均可処分所得は、ノルトライン＝ヴェストファーレン州の396の市町村中27位に位置づけられている。ホルツヴィッケデはドイツ全体の中でも最も所得の高い町の1つである。

### 交通
ホルツヴィッケデは、道路、鉄道、空路で行くことができる。町内をアウトバーン A44号線（アーヘン - デュッセルドルフ - カッセル）と A1号線（プットガルデン（フェーマルン - オイスキルヒェン - ザールブリュッケン）が通っている。A44号線にはホルツヴィッケデのためのインターチェンジが存在する。
この他に以下の連邦道 (B) や州道 (L) が町内を通っている。
- B1号線: ドルトムントから来てホルツヴィッケデ・インターチェンジでA44号線に接続する。
- L673号線: ルール川北岸沿いにホルツヴィッケデ南部を通り抜ける。この道路はハーゲンでL675号線から分岐して、シュヴェールテ、フレンデンベルク/ルール、ヴィッケデを経由してエンゼのブレーメン地区でB516号線に合流する。
- L677号線: この道路はL821号線を起点としてホルツヴィッケデを東西に貫いている。シュヴェールテのガイゼッケ地区を通って最終的にはイーザーローンのライネン地区でL676号線に合流する。
- L678号線: A1号線のカーメン中央インターチェンジを起点とする。北から来るB233号線の延長である。ウナとオプヘルディッケを通ってヘングゼンに向かい、ここでL677号線に合流する。
- L821号線: ドルトムントのアプラーベック市区のB234号線を起点とする。ホルツヴィッケデでは北の市境を形成しながらドルトムントおよびウナに向かう。最後は北に転じてウナ＝マッセン、カーメン＝メトラー、ベルクカーメン＝オーベラーデンを経由してベルクカーメン＝ハイルでL736号線に至る。

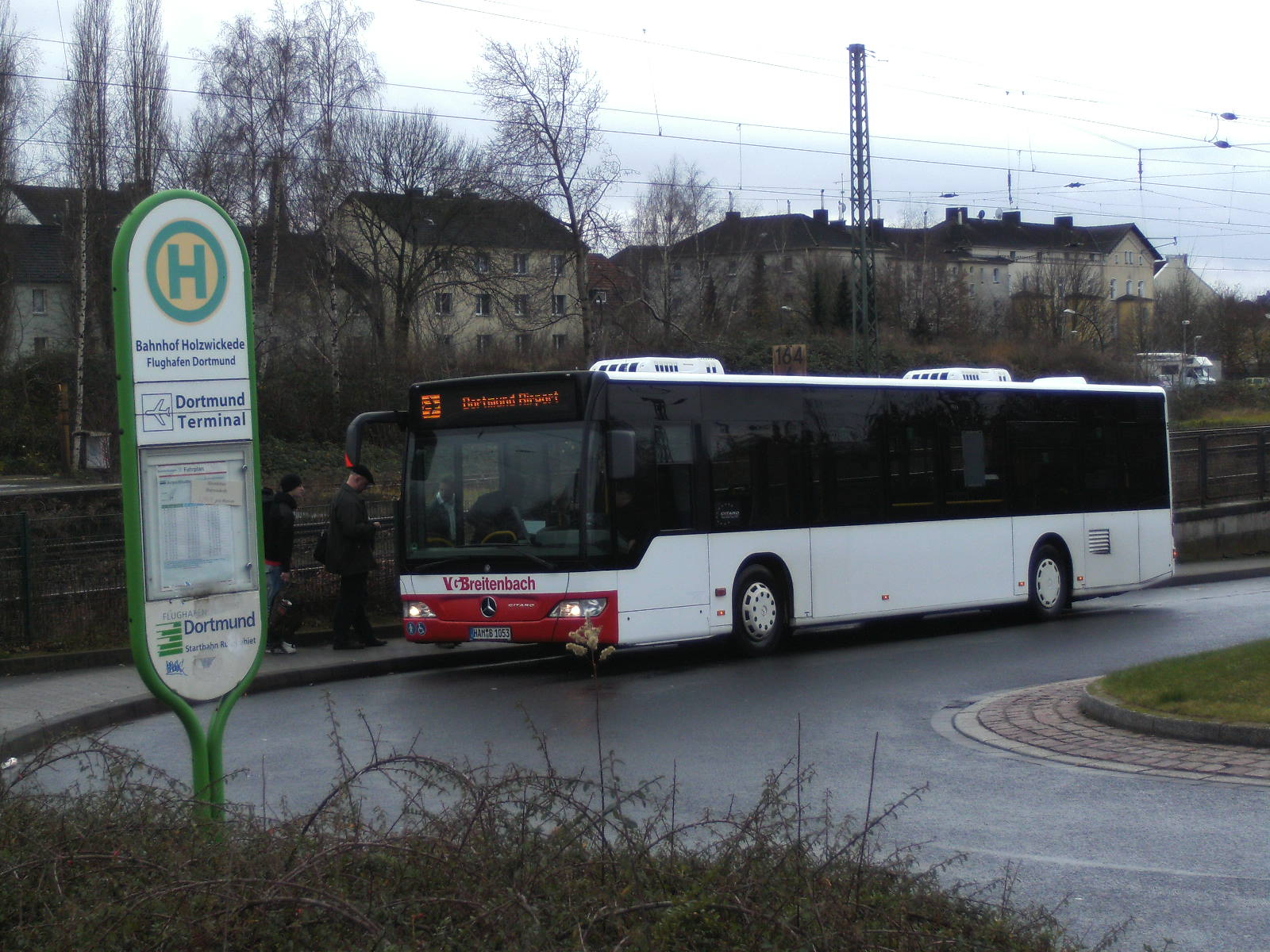
ホルツヴィッケデの駅とドルトムント空港とを結ぶシャトルバスとその乗り場

ホルツヴィッケデ/ドルトムント空港駅は、ハーゲン - ハム線およびドルトムント - ゾースト線の駅である。
町の北、徒歩圏内にドルトムント空港がある。ホルツヴィッケデ駅から空港行きのシャトルバスが運行している。
ヘングゼン地区の南にヘングゼン＝オプヘルディッケ・グライダー飛行場がある。ここにはウナ＝シュヴェールテ航空スポーツクラブ e.V. がある。

### 教育
ホルツヴィッケデには基礎課程学校が4校ある。カトリックのアロイジウスシューレ、福音主義のドゥーデンロートシューレ、宗派を問わないノルトシューレとパウル＝ゲルハルト＝シューレである。学校センターには、クララ＝シューマン＝ギムナジウムとヨーゼフ＝レディング＝シューレがある。さらに町内には、精神発達に重点を置くウナ郡立養護学校であるカール＝ブラウクマン＝シューレがある。

### 医療
医療は、シュヴェールテ、ウナ、ドルトムントの病院が対応している。

## 人物

### 出身者
- ユリウス・ベルクマン（1839年 - 1904年）哲学者
- クラウス・ブリュンゲル（1949年 - ）作曲家
- ブルクハルト・シュレーダー（1952年 - ）ジャーナリスト、出版者